# 安本莞二
安本 莞二（やすもと かんじ、1944年5月1日 - 2011年4月21日）は日本の映画、テレビの脚本家。

## 人物
1970年代から2000年代にかけて主にテレビ番組TBSテレビ・大映テレビ制作の作品を中心としたドラマの脚本家であった。
2011年4月21日、大動脈解離のため死去した。

## 主な作品

### 映画
- 皆殺しのスキャット (1970年)

### テレビ
※出典は脚注に記載
- 夜明けの刑事（1974年 - 1977年、TBS / 大映テレビ）
- 明日の刑事（1977年 - 1979年、TBS / 大映テレビ）
- 赤い衝撃（1976年 - 1977年、TBS / 大映テレビ）
- 赤い激流（1977年、TBS / 大映テレビ）
- 赤い激突（1978年、TBS / 大映テレビ）[3]
- 少女に何が起こったか（1985年、TBS / 大映テレビ）
- 遊びじゃないのよ、この恋は（1986年、TBS / 大映テレビ）
- 噂の刑事トミーとマツ（1979年 - 1982年、TBS / 大映テレビ）
- 秘密のデカちゃん（1981年 - 1982年、TBS / 大映テレビ）[4]
- ザ・サスペンス「私の愛した女」（1983年9月17日、TBS / 大映テレビ）
- スチュワーデス物語（1983年 - 1984年、TBS / 大映テレビ）
- 土曜ドラマスペシャル・嫉妬のウエディングドレス（1988年8月20日、TBS / 大映テレビ）
- 火曜サスペンス劇場（日本テレビ）
  - 小京都ミステリー2「飛騨高山連続殺人事件」（1990年7月10日、大映テレビ）
  - 山岳ミステリー①〜⑤（1989年 - 1991年、大映テレビ）